# Tadrart Acacus
Tadrart Acacus es una área desértica en el oeste de Libia y es parte del Sahara. Está cerca de la ciudad de Ghat. Tadrart significa 'montaña' en la lengua nativa de la zona. Tiene una gran variedad de arte rupestre.
Las pinturas datan entre el 12000 a. C. y el 300 a. C.
El área fue inscrita en la Unesco como Patrimonio de la Humanidad en 1985 por causa de la importancia de las pinturas en piedra. Son representadas figuras de animales de la región y hombres bailando o tocando música.

## Destrucción de las pinturas
En abril de 2014, yihadistas libios destruyeron parcialmente algunas pinturas usando alcoholes minerales.

## Galería

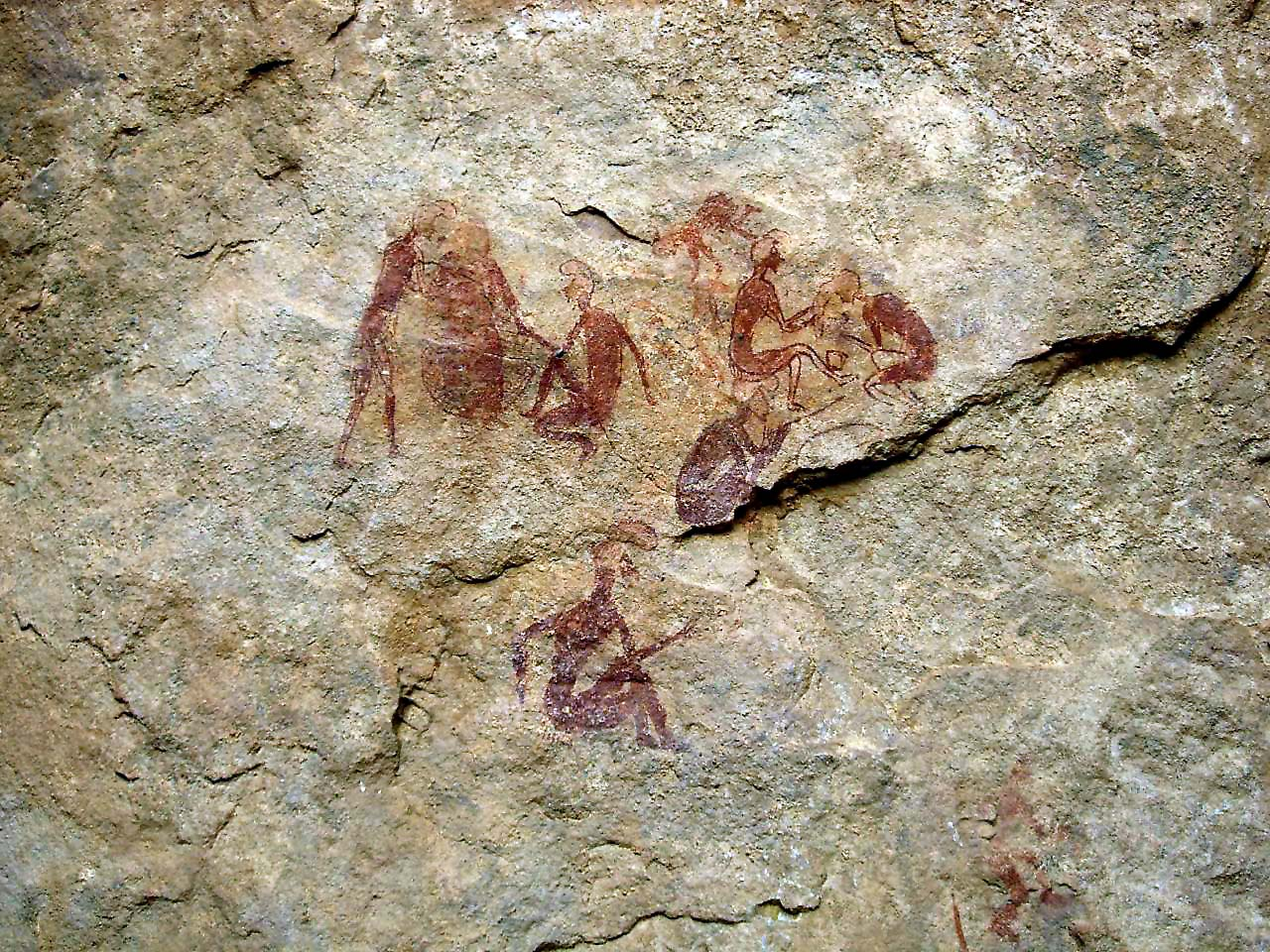
Arte rupestre en Tadrart Acacus.
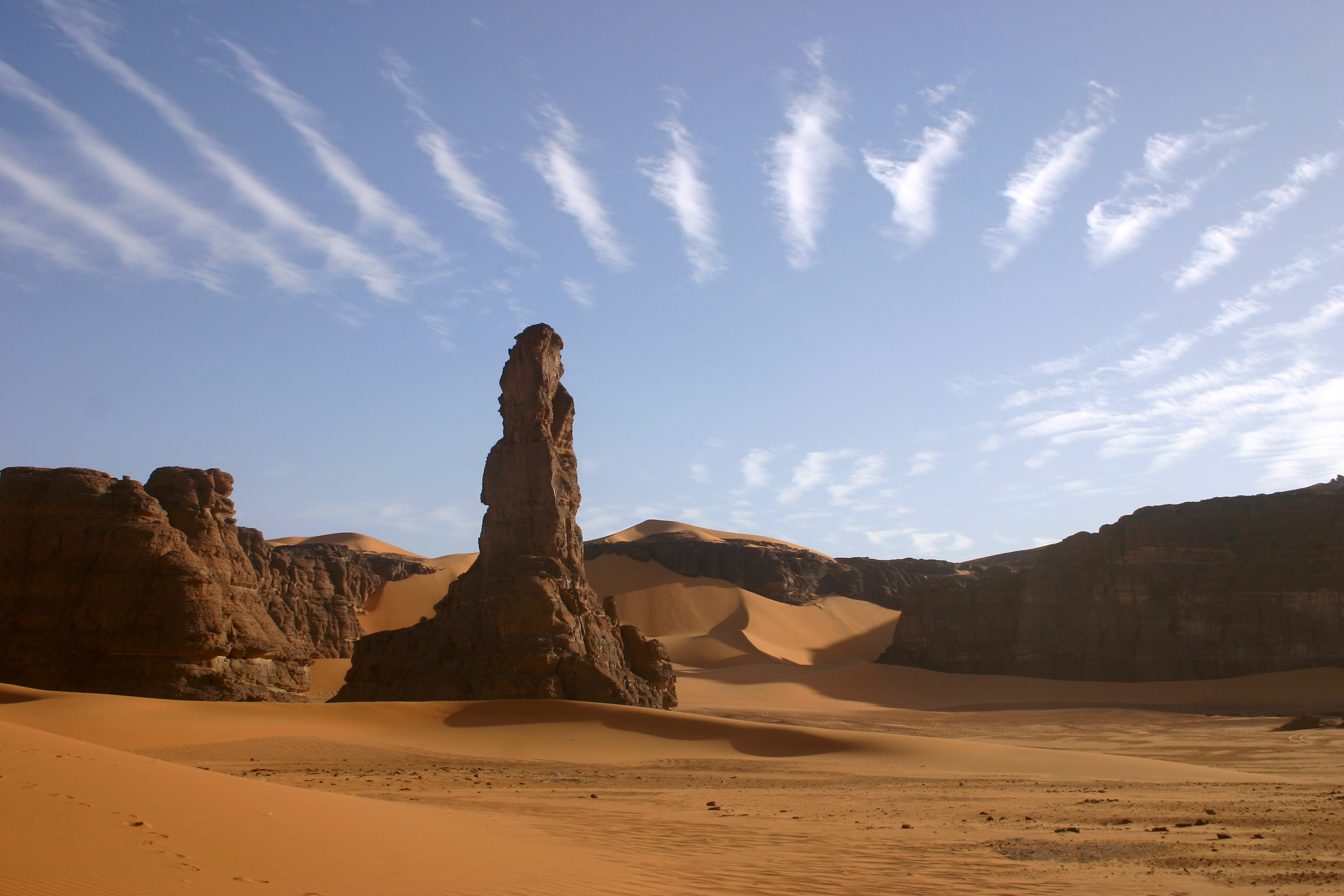
Formación rocosa en Tadrart Acacus.
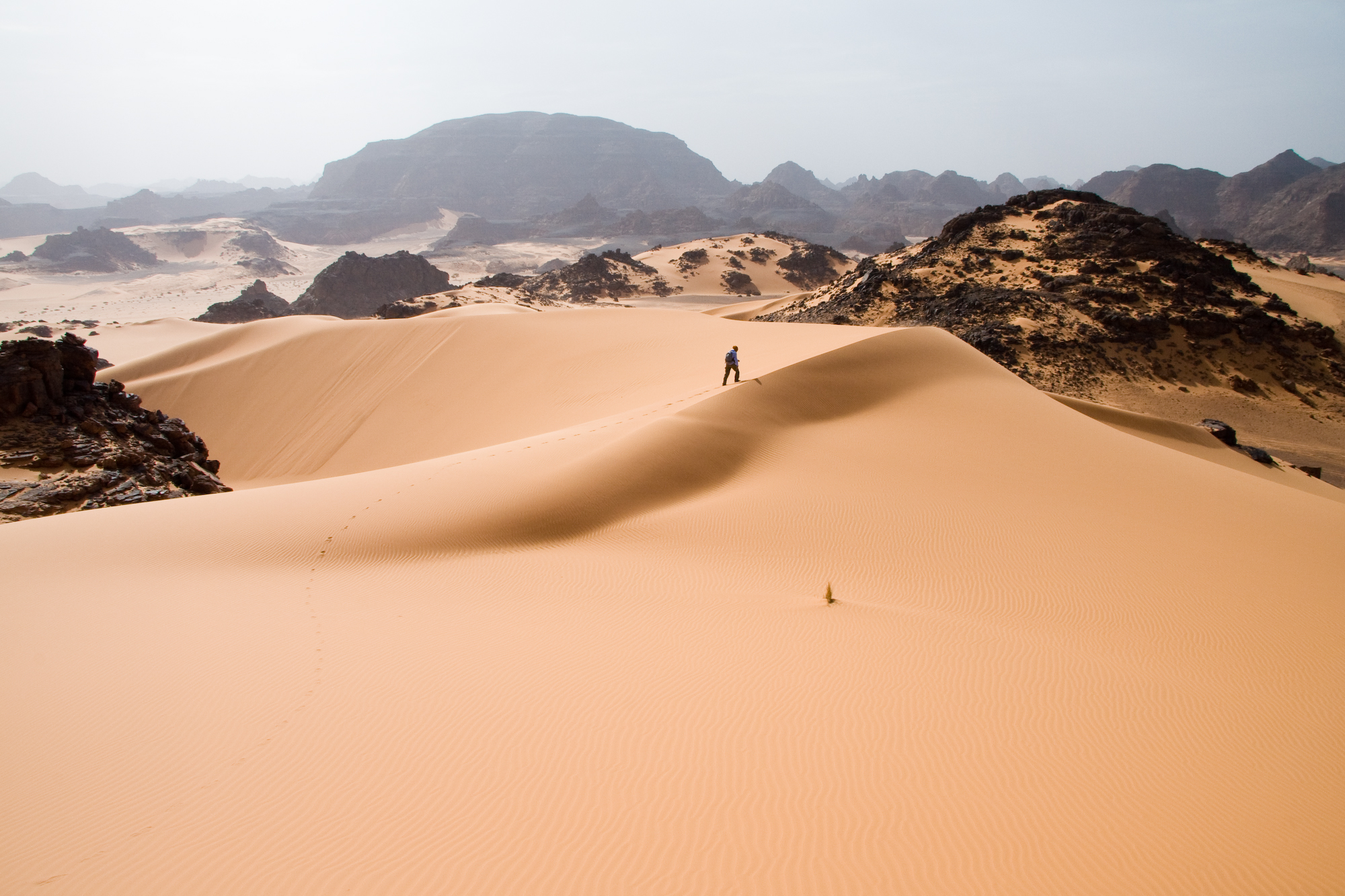
Dunas en Tadrart Acacus.